# Paweł Sasin
Paweł Sasin (ur. 2 października 1983 w Radomiu) – polski piłkarz grający na pozycji pomocnika lub obrońcy.

## Kariera piłkarska
Swoją karierę rozpoczynał w sezonie 1999/2000 występując w zespole Beniaminek Radom. Następnie grał w SMS-ie Wrocław i Śląsku Wrocław. 8 września 2001 zadebiutował w pierwszej lidze w spotkaniu z RKS-em Radomsko reprezentując barwy Śląska Wrocław. W 2004 został wypożyczony do Lecha Poznań, który w roku następnym wykupił go ze Śląska. 
Dwa lata później podpisał kontrakt z Koroną Kielce, w której grał do stycznia 2009 roku, kiedy to związał się trzyletnią umową z Cracovią. W nowym zespole zadebiutował 28 lutego 2009 w ligowym meczu z Piastem Gliwice. W lutym 2011 Cracovia rozwiązała kontrakt za porozumieniem stron, a piłkarz na pół roku związał się umową z pierwszoligowym GKS Bogdanka. W lipcu zdecydował się podpisać kontrakt z poznańską Wartą. W rundzie jesiennej sezonu 2011/2012 zdobył jedną bramkę w 17 rozegranych spotkaniach. Piłkarz otrzymał od władz zespołu wolną rękę w poszukiwaniu nowego klubu w trakcie przerwy między rundami. 9 stycznia 2012 roku klub poinformował o rozwiązaniu kontraktu.
Od rundy wiosennej sezonu 2011/2012 stał się zawodnikiem Łódzkiego Klubu Sportowego, z którym rozwiązał kontrakt w styczniu 2013. W lutym związał się z pierwszoligowym Dolcanem Ząbki, z którego odszedł w czerwcu. Miesiąc później został piłkarzem Bogdanki Łęczna.
7 stycznia 2021 roku przeszedł na zasadzie transferu definitywnego z Górnika Łęczna do Arki Gdynia, z którą podpisał kontakt do 30 stycznia 2022 roku. Po sezonie 2022/2023, w którym Sasin zagrał w dwóch meczach, umowa nie została przedłużona. 26 lipca 2022 roku został zarejestrowany w PZPN jako zawodnik beniaminka III ligi Polonii Nysa.

### Statystyki klubowe
Aktualne na 18 maja 2019:
| Klub               | Sezon              | Liga               | Liga  | Liga   | Puchar kraju | Puchar kraju | Europa | Europa | Inne  | Inne   | Suma  | Suma   |
| Klub               | Sezon              | Liga               | Mecze | Bramki | Mecze        | Bramki       | Mecze  | Bramki | Mecze | Bramki | Mecze | Bramki |
| ------------------ | ------------------ | ------------------ | ----- | ------ | ------------ | ------------ | ------ | ------ | ----- | ------ | ----- | ------ |
| Śląsk Wrocław      | 2001/2002 j        | Ekstraklasa        | 1     | 0      | 1            | 0            | –      | –      | –     | –      | 2     | 0      |
| Śląsk Wrocław      | 2002/2003          | II liga            | 26    | 0      | 1            | 0            | –      | –      | –     | –      | 27    | 0      |
| Śląsk Wrocław      | 2003/2004          | III liga           | 29    | 5      | 7            | 2            | –      | –      | 2     | 0      | 38    | 7      |
| Śląsk Wrocław      | Ogólnie            | Ogólnie            | 56    | 5      | 9            | 2            | 0      | 0      | 2     | 0      | 67    | 7      |
| Lech Poznań        | 2004/2005          | Ekstraklasa        | 23    | 1      | 10           | 0            | 2      | 0      | –     | –      | 35    | 1      |
| Lech Poznań        | 2005/2006 j        | Ekstraklasa        | 16    | 0      | 6            | 0            | 4      | 0      | –     | –      | 26    | 0      |
| Lech Poznań        | Ogólnie            | Ogólnie            | 39    | 1      | 16           | 0            | 6      | 0      | 0     | 0      | 61    | 1      |
| Korona Kielce      | 2005/2006 w        | Ekstraklasa        | 12    | 1      | 2            | 0            | –      | –      | –     | –      | 14    | 1      |
| Korona Kielce      | 2006/2007          | Ekstraklasa        | 20    | 1      | 4            | 0            | –      | –      | 4     | 1      | 28    | 2      |
| Korona Kielce      | 2007/2008          | Ekstraklasa        | 19    | 1      | 2            | 2            | –      | –      | 1     | 0      | 22    | 3      |
| Korona Kielce      | 2008/2009 j        | I liga             | 18    | 0      | 1            | 0            | –      | –      | –     | –      | 19    | 0      |
| Korona Kielce      | Ogólnie            | Ogólnie            | 69    | 3      | 9            | 2            | 0      | 0      | 5     | 1      | 83    | 6      |
| Cracovia           | 2008/2009 w        | Ekstraklasa        | 13    | 1      | 2            | 0            | –      | –      | –     | –      | 15    | 1      |
| Cracovia           | 2009/2010          | Ekstraklasa        | 22    | 1      | 2            | 0            | –      | –      | –     | –      | 24    | 1      |
| Cracovia           | 2010/2011 j        | Ekstraklasa        | 6     | 0      | 1            | 0            | –      | –      | –     | –      | 7     | 0      |
| Cracovia           | Ogólnie            | Ogólnie            | 41    | 2      | 5            | 0            | 0      | 0      | 0     | 0      | 46    | 2      |
| Bogdanka Łęczna    | 2010/2011 w        | I liga             | 15    | 0      | 0            | 0            | –      | –      | –     | –      | 15    | 0      |
| Bogdanka Łęczna    | Ogólnie            | Ogólnie            | 15    | 0      | 0            | 0            | 0      | 0      | 0     | 0      | 15    | 0      |
| Warta Poznań       | 2011/2012 j        | I liga             | 17    | 1      | 1            | 0            | –      | –      | –     | –      | 18    | 1      |
| Warta Poznań       | Ogólnie            | Ogólnie            | 17    | 1      | 1            | 0            | 0      | 0      | 0     | 0      | 18    | 1      |
| ŁKS Łódź           | 2011/2012 w        | Ekstraklasa        | 9     | 0      | 0            | 0            | –      | –      | –     | –      | 9     | 0      |
| ŁKS Łódź           | 2012/2013 j        | I liga             | 16    | 1      | 1            | 0            | –      | –      | –     | –      | 17    | 1      |
| ŁKS Łódź           | Ogólnie            | Ogólnie            | 25    | 1      | 1            | 0            | 0      | 0      | 0     | 0      | 26    | 1      |
| Dolcan Ząbki       | 2012/2013 w        | I liga             | 11    | 0      | 0            | 0            | –      | –      | –     | –      | 11    | 0      |
| Dolcan Ząbki       | Ogólnie            | Ogólnie            | 11    | 0      | 0            | 0            | 0      | 0      | 0     | 0      | 11    | 0      |
| Górnik Łęczna      | 2013/2014          | I liga             | 29    | 1      | 0            | 0            | –      | –      | –     | –      | 29    | 1      |
| Górnik Łęczna      | 2014/2015          | Ekstraklasa        | 13    | 0      | 1            | 0            | –      | –      | –     | –      | 14    | 0      |
| Górnik Łęczna      | 2015/2016          | Ekstraklasa        | 24    | 0      | 1            | 0            | –      | –      | –     | –      | 25    | 0      |
| Górnik Łęczna      | 2016/2017          | Ekstraklasa        | 29    | 1      | 2            | 0            | –      | –      | –     | –      | 31    | 1      |
| Górnik Łęczna      | 2017/2018          | I liga             | 32    | 0      | 1            | 0            | –      | –      | –     | –      | 33    | 0      |
| Górnik Łęczna      | 2018/2019          | II liga            | 17    | 0      | 0            | 0            | –      | –      | –     | –      | 17    | 0      |
| Górnik Łęczna      | Ogólnie            | Ogólnie            | 144   | 2      | 5            | 0            | 0      | 0      | 0     | 0      | 149   | 2      |
| Ogólnie w karierze | Ogólnie w karierze | Ogólnie w karierze | 415   | 15     | 46           | 4            | 6      | 0      | 7     | 1      | 474   | 20     |